# Jaskółczyn
Jaskółczyn (tytuł oryginalny Swallowdale) – powieść przygodowa dla dzieci i młodzieży brytyjskiego pisarza Arthura Ransome’a z 1931 roku, wydania polskie w 1946 (Spółdzielnia Wydawnicza „Książka”, Łódź) oraz w 1975 („Nasza Księgarnia”, Warszawa). Kontynuacja losów bohaterów z powieści Jaskółki i Amazonki i druga powieść z  trzynastotomowego cykl zwanego, od tytułu pierwszej książki, także Jaskółki i Amazonki, z którego po polsku wydano trzy pierwsze części. Akcja powieści rozgrywa się latem 1931 w angielskiej Krainie Jezior, a przygody nastoletnich bohaterów rozgrywają się na tle żeglarstwa, wędkarstwa i biwakowania. Książka jest pochwałą zaradności i samodzielności oraz aktywnego spędzania wakacji w kontakcie z przyrodą.

## Fabuła
Rodzeństwo Walkerów („Jaskółki”) podobnie jak rok wcześniej, przyjeżdża na letnie wakacje w angielskiej Krainie Jezior, licząc, że będą wspólnie biwakować na Wyspie Żbika z siostrami Blackett („Amazonki”). Niestety okazuje się, że do domu Blackettów zjechała „Stara ciotka” (Maria Turner) głowa rodziny, która ma bardzo wiktoriańskie wyobrażenia o wychowaniu, i surowo zabrania siostrom Blackett biwakowania, a nawet dłuższych wycieczek żaglówką. Nieszczęście dotyka też „Jaskółki” – ich żaglówka „Jaskółka” wpada na skałę i tonie. Jankowi udaje się ją wydobyć, ale jest uszkodzona i wymaga kilkutygodniowego remontu. „Kapitan Flint” (Jim Turner) finansuje naprawę łodzi, część prac wykonuje sama załoga. Tymczasem „Jaskółki” biwakują na lądzie, w dolinie na wrzosowiskach, nazwanej „Jaskółczynem”. Obozowanie na lądzie daje możliwość poznania życia miejscowej ludności i folkloru, m.in. obserwują wyścig psów i często odwiedzają pobliską farmę. Tuż po odjeździe „Starej ciotki” Walkerowie i siostry Blackett razem wspinają się na pobliską górę, nazwaną przez siebie „Kanczendżungą” (pierwowzorem była prawdziwa góra w Krainie Jezior, Old Man of Coniston, 803 m n.p.m.). Następnie Janek i Zuzia wraz z Nancy i Peggy wracają do "Jaskółczyna" żaglówką „Amazonką”, a Titty i Roger idą pieszo przez wrzosowiska (moors, przetłumaczone w polskim wydaniu jako „żuławy”). Gubią się we mgle, a Roger skręca nogę, ale wszystko dobrze się kończy dzięki pomocy węglarzy wypalających węgiel drzewny. „Jaskółka” jest wreszcie wyremontowana i obie załogi odbywają regaty, po czym wracają na Wyspę Żbika.

## Bohaterowie
- Janek Walker (w oryginale: John Walker), kapitan „Jaskółki” najstarszy z rodzeństwa, odpowiedzialny i rozważny, zapalony żeglarz. Wiek nie sprecyzowany przez autora, prawdopodobnie około 14-15 lat.
- Zuzia Walker (Susan Walker), porucznik (pierwszy oficer) „Jaskółki”, odpowiedzialna i opiekuńcza siostra młodszego rodzeństwa, zajmuje się gotowaniem i gospodarowaniem, ale także dobrze żegluje
- Titty Walket, starszy marynarz „Jaskółki”, dziewczynka o rozbudzonej imaginacji, inspiratorka ubierania wszystkich działań dzieci w fabuły
- Roger Walker, chłopiec okrętowy „Jaskółki”, 8 lat
- Nancy Blackett, kapitan „Amazonki”, dziewczyna typu "chłopczycy", odważna i wysportowana, świetnie żegluje, imponując nawet Jankowi.
- Peggy Blackett, porucznik „Amazonki”, bardziej gadatliwa i mniej odważna, próbuje nadążać za starszą siostrą
- Jim Turner "Kapitan Flint", wuj „Amazonek” (brat ich matki), doświadczony żeglarz i podróżnik. Dzieci nadały mu przezwisko od postaci z powieści Wyspa skarbów Roberta Louisa Stevensona
- "Mateczka" (pani Walker), matka Walkerów, Australijka, żona oficera Royal Navy, akceptująca samodzielność dzieci, choć z pewnymi obawami
- Brygidka Walker, najmłodsza z rodzeństwa Walkerów, kilkuletnia, spędza wakacje u boku matki
- "Stara ciotka" (Maria Turner), ciotka pani Blackett i Jima Turnera
- Swainsonowie, rodzina mieszkająca na pobliskiej farmie
- "Młody Bill", węglarz wypalający węgiel drzewny
- Peter Duck - wytwór wyobraźni Titty (stary marynarz)